# Lipienice (Jastrząb)
Lipienice – część miasta Jastrząb w Polsce, położona w województwie mazowieckim, w powiecie szydłowieckim, w gminie Jastrząb
Do 1 stycznia 2023 wieś w Polsce położona w województwie mazowieckim, w powiecie szydłowieckim, w gminie Jastrząb, której częścią były Lipienice Dolne i Lipienice Górne.
W Lipienicach znajduje się stacja kolejowa Jastrząb.
W latach 1975–1998 miejscowość administracyjnie należała do województwa radomskiego.
Wierni Kościoła rzymskokatolickiego należą do parafii św. Jana Chrzciciela w Jastrzębiu.